# Атлетика на Летњим олимпијским играма 1936.
Атлетска такмичења на 11. Летњим олимпијским играма у Берлину 1936. године одржавала су се на новом Олимпијском стадиону у Берлину у периоду од 2. до 9. августа 1936.
Такмичило се у 29 дисциплина, од којих су 23 биле мушке, а 6 женских дисциплина. Учествовало је 775 такмичара 667 мушкараца и 98 жена из 43 земље, што је био највећи број до тада.

## Земље учеснице
- Авганистан (2+0)
- Аргентина (8+0)
- Аустралија (4+1)
- Аустрија (2+0)
- Белгија (11+2)
- Бразил (10+0)
- Бугарска (2+0)
- Канада (21+7)
- Чехословачка (30+1)
- Чиле (9+1)
- Кина (21+1)
- Колумбија (5+0)
- Данска (10+0)
- Египат (4+0)
- Естонија (7+0)
- Филипини (6+0)
- Финска (33+4)
- Француска (12+0)
- Немачка (62+15)
- Јамајка
- Јапан (39+7)
- Грчка (13+1)
- Индија (4+0)
- Исланд (4+0)
- Италија (27+5)
- Југославија (16+5)
- Летонија (7+0)
- Лихтенштајн (2+0)
- Луксембург (6+0)
- Малта (2+0)
- Мађарска (24+1)
- Мексико (3+0)
- Норвешка(11+0)
- Нови Зеланд (3+0)
- Холандија (10+8)
- Пољска (14+3)
- Перу (9+0)
- Португалија(2+0)
- Уједињено Краљевство (42+10)
- Румунија (5+0)
- САД (64+13)
- Јужноафричка Република (14+0
- Шведска (36+1)
- Швајцарска (19+0)

На овим играма учествовало је 6 земаља којима је ово прво учешће у атлетским такмичењима:
- Авганистан, Јамајка, Исланд, Лихтенштајн, Малта и Перу.

Од 49 земаља учесника Игара у Берлину 6 нису имале такмичре у атлетици: 
- Бермуда, Боливија, Костарика, Монако, Турска и Уругвај.

Најмлађи учесник на атлетским такмичењима био је јапанска бацачица диска Ко Накамура Јошино са 16 година и 106 дана, а најстарији канадски маратонац Перси Вијер који је имао 52 године и 199 дана, али није био најстарији такмичар на овим Играма.
На атлетским такмичењима оборено је 8 светских рекорда и 15 олимпијских. Медаље су освајали представници 16 земаља, а највише успеха имали су представници САД који су освојили укупно 25 медаља (14 злазних, 7 сребрних и 4 бронзане). Занимљиво је да су у дисциплинама скок увис и десетобој све медаље освојили представници САД. То је успело и Финцима у трци на 10.000 метара.
Најуспешнији појединац био је амерички такмичар Џеси Овенс са освојене четири златне медаље.
На атлетским такмичењима запажен је гест дискриминације када се Хитлер не желећи честитати четвороструком победнику, црнцу Џесију Овенсу изгубио са стадиона чим је сазнао резултат.

## Освајачи медаља

### Мушкарци
| Дисциплина               |                                                                                         | Резултат     |                                                                       | Резултат     |                                                                         | Резултат     |
| 100 м детаљи             | Џеси Овенс САД                                                                          | 10,3 (ветар) | Ралф Меткалф САД                                                      | 10,4 (ветар) | Мартинус Осендарп Холандија                                             | 10,5 (ветар) |
| 200 м детаљи             | Џеси Овенс САД                                                                          | 20,7 ОР      | Мак Робинсон САД                                                      | 21,1         | Мартинус Осендарп Холандија                                             | 21,3         |
| 400 м детаљи             | Арчи Вилијамс САД                                                                       | 46,5         | Годфри Браун · Уједињено Краљевство                                   | 46,7         | James LuValle САД                                                       | 46,8         |
| 800 м детаљи             | Џон Вудраф САД                                                                          | 1:52,9       | Марио Ланци Италија                                                   | 1:53,3       | Фил Едвардс Канада                                                      | 1:53,6       |
| 1.500 м детаљи           | Џек Лавлок Нови Зеланд                                                                  | 3:47,8 СР    | Глен Канингам САД                                                     | 3:48,4       | Луиђи Бекали Италија                                                    | 3:49,2       |
| 5.000 м детаљи           | Гунар Хекерт · Финска                                                                   | 14:22,2 ОР   | Лаури Лехтинен · Финска                                               | 14:25,8      | Хенри Јонсон Шведска                                                    | 14:29,0      |
| 10.000 м детаљи          | Илмари Салминен · Финска                                                                | 30:15,4      | Арво Аскола · Финска                                                  | 30:15,6      | Волмари Исо-Холо · Финска                                               | 30:20,2      |
| 110 м препоне детаљи     | Форест Таунс САД                                                                        | 14,2 СР      | Доналд Финли · Уједињено Краљевство                                   | 14,4         | Фредерик Полар САД                                                      | 14,4         |
| 400 м препоне детаљи     | Глен Хардин САД                                                                         | 52,4         | Џон Лоринг Канада                                                     | 52,7         | Мигуел Вајт Филипини                                                    | 52,8         |
| 3.000 м препреке детаљи  | Волмари Исо-Холо · Финска                                                               | 9:03,8 СР    | Карло Туоминен · Финска                                               | 9:06,8       | Алфред Домперт Немачка                                                  | 9:07,2       |
| штафета 4 х 100 м детаљи | САД Џеси Овенс Ралф Меткалф Фој Дрејпер Френк Вајкоф                                    | 39,8 СР      | Краљевина Италија Орацио Маријани Ђани Калдана Елио Рањи Тулио Гонели | 41,13        | Немачка Wilhelm Leichum Ерих Борхмајер Ервин Гилмајстер Герд Хорнбергер | 41,30        |
| штафета 4 х 400 м детаљи | Уједињено Краљевство · Фредерик Волф · Годфри Ремплинг · Вилијам Робертс · Годфри Браун | 3:09,0       | САД Harold Cagle Роберт Јанг Едвард О’Брајан Алфред Фич               | 3:11,0       | Немачка Хелмут Хаман Friedrich Von Stülpnagel Хари Фојт Рудолф Харбиг   | 3:11,8       |
| Маратон детаљи           | Сон Ки-Чунг · Јапан                                                                     | 2:29:19,2 ОР | Ернест Харпер · Уједињено Краљевство                                  | 2:31:23,2    | Нам Сунг-Јонг · Јапан                                                   | 2:31:42,0    |
| 50 км ходање детаљи      | Харолд Витлок · Уједињено Краљевство                                                    | 4:30:41,4 СР | Артур Шваб Швајцарска                                                 | 4:32:09,2    | Адалбертс Бубенко Летонија                                              | 4:32:42,2    |
| Скок увис детаљи         | Корнелијус Џонсон САД                                                                   | 2,03 ОР      | Дејвид Олбритон САД                                                   | 2,00         | Делос Тербер САД                                                        | 2,00         |
| Скок мотком детаљи       | Ерл Медоуз САД                                                                          | 4,35 ОР      | Шухеј Нишида · Јапан                                                  | 4,25         | Суео Ое · Јапан                                                         | 4,25         |
| Скок удаљ детаљи         | Џеси Овенс САД                                                                          | 8,06 ОР      | Луц Лонг Немачка                                                      | 7,87         | Наото Таџима · Јапан                                                    | 7,74         |
| Троскок детаљи           | Наото Таџима · Јапан                                                                    | 16,00 ОР     | Масао Харада · Јапан                                                  | 15,66        | Џек Меткалф · Аустралија                                                | 15,50        |
| Бацање кугле детаљи      | Ханс Велке Немачка                                                                      | 16,20        | Суло Берлунд · Финска                                                 | 16,12        | Герхард Штек Немачка                                                    | 15,66        |
| Бацање диска детаљи      | Кен Карпентер САД                                                                       | 50,48 ОР     | Гордон Дан САД                                                        | 49,36        | Ђорђо Обервегер Италија                                                 | 49,23        |
| Бацање кладива детаљи    | Карл Хајн Немачка                                                                       | 56,49 ОР     | Ервин Блак Немачка                                                    | 55,04        | Фред Вангорд Шведска                                                    | 54,83        |
| Бацање копља детаљи      | Герхард Штек Немачка                                                                    | 71,84        | Yrjö Nikkanen · Финска                                                | 70,77        | Калирво Тоивонен · Финска                                               | 70,72        |
| Десетобој детаљи         | Глен Морис САД                                                                          | 7,900        | Боб Кларк САД                                                         | 7,601        | Џек Паркер САД                                                          | 7.275        |

### Жене
| Дисциплина               |                                                           | Резултат |                                                                                | Резултат |                                                                | Резултат |
| 100 м детаљи             | Хелен Стивенс САД                                         | 11,5 СР  | Станислава Валасјевич Пољска                                                   | 11,7     | Кете Краус Немачка                                             | 11,9     |
| 80 м препоне детаљи      | Требизонда Вала Италија                                   | 11,7 ОР  | Ани Штојер Немачка                                                             | 11,7 ОР  | Елизабет Тејлор Канада                                         | 11,7 ОР  |
| штафета 4 х 100 м детаљи | САД Харијет Бланд Анет Роџерс Бети Робинсон Хелен Стивенс | 46,9     | Уједињено Краљевство · Ајлин Хискок · Вајолет Олни · Одри Браун · Барбара Берк | 47,6     | Канада Дороти Брукшо Милдред Долсон Хилда Камерон Ејлин Мејгер | 47,8     |
| Скок увис детаљи         | Ибоља Чак Мађарска                                        | 1,60     | Дороти Одам · Уједињено Краљевство                                             | 1,60     | Елфриде Каун Немачка                                           | 1,60     |
| Бацање диска детаљи      | Гизела Мауермајер Немачка                                 | 47,63 ОР | Јадвига Вајс Пољска                                                            | 46,22    | Паула Моленхауер Немачка                                       | 39,80    |
| Бацање копља детаљи      | Тили Флајшер Немачка                                      | 45,18 ОР | Луизе Кригер Немачка                                                           | 43,29    | Марија Квасњевска Пољска                                       | 41,80    |

## Биланс медаља
| Медаље земље домаћина |

|     | Земља                |    |    |    |    |
| --- | -------------------- | -- | -- | -- | -- |
| 1.  | САД                  | 12 | 7  | 4  | 23 |
| 2.  | Финска               | 3  | 5  | 2  | 10 |
| 3.  | Немачка              | 3  | 2  | 4  | 9  |
| 4.  | Уједињено Краљевство | 2  | 3  | 0  | 5  |
| 5.  | Јапан                | 2  | 2  | 3  | 7  |
| 6.  | Нови Зеланд          | 1  | 0  | 0  | 1  |
| 7.  | Италија              | 0  | 2  | 2  | 4  |
| 8.  | Канада               | 0  | 1  | 1  | 2  |
| 9.  | Швајцарска           | 0  | 1  | 0  | 1  |
| 10. | Холандија            | 0  | 0  | 2  | 2  |
| 10. | Шведска              | 0  | 0  | 2  | 2  |
| 12. | Швајцарска           | 0  | 1  | 0  | 1  |
| 13  | Аустралија           | 0  | 0  | 1  | 1  |
| 13  | Летонија             | 0  | 0  | 1  | 1  |
| 13  | Филипини             | 0  | 0  | 1  | 1  |
|     | Укупно (15)          | 23 | 23 | 23 | 69 |

|    | Земља                |   |   |   |    |
| -- | -------------------- | - | - | - | -- |
| 1. | Немачка              | 2 | 2 | 3 | 7  |
| 2. | САД                  | 2 | 0 | 0 | 2  |
| 3. | Италија              | 1 | 0 | 0 | 1  |
| 3. | Мађарска             | 1 | 0 | 0 | 1  |
| 5. | Пољска               | 0 | 2 | 1 | 3  |
| 6. | Уједињено Краљевство | 0 | 2 | 0 | 2  |
| 7. | Канада               | 0 | 0 | 2 | 2  |
|    | Укупно (7)           | 6 | 6 | 6 | 18 |

## Биланс медаља у атлетици, укупно
|     | Земља                |    |    |    |    |
| --- | -------------------- | -- | -- | -- | -- |
| 1.  | САД                  | 14 | 7  | 4  | 25 |
| 2.  | Немачка              | 5  | 4  | 7  | 16 |
| 3.  | Финска               | 3  | 5  | 2  | 10 |
| 4.  | Уједињено Краљевство | 2  | 5  | 0  | 7  |
| 5.  | Јапан                | 2  | 2  | 3  | 7  |
| 6.  | Италија              | 1  | 2  | 2  | 5  |
| 7.  | Мађарска\|           | 1  | 0  | 0  | 1  |
| 7.  | Нови Зеланд          | 1  | 0  | 0  | 1  |
| 9.  | Пољска               | 0  | 2  | 1  | 3  |
| 10. | Канада               | 0  | 1  | 3  | 4  |
| 11. | Швајцарска           | 0  | 1  | 0  | 1  |
| 12. | Холандија            | 0  | 0  | 2  | 2  |
| 12. | Шведска              | 0  | 0  | 2  | 2  |
| 14. | Аустралија           | 0  | 0  | 1  | 1  |
| 14. | Летонија             | 0  | 0  | 1  | 1  |
| 14. | Филипини             | 0  | 0  | 1  | 1  |
|     | Укупно (16)          | 29 | 29 | 29 | 87 |